# You Know I'm No Good
You Know I'm No Good is een nummer van de Britse zangeres Amy Winehouse. Het nummer verscheen op haar album Back to Black uit 2006. Op 8 januari 2007 werd het nummer uitgebracht als de tweede single van het album.

## Achtergrond
In de videoclip van "You Know I'm No Good", geregisseerd door Phil Griffin (die ook de videoclip van haar vorige single "Rehab" regisseerde), zingt Winehouse het nummer op verschillende plaatsen, waaronder een bar, een slaapkamer en een badkuip. De video is gebaseerd rond de relatie van het personage van Winehouse met het mannelijke personage.
Er werden twee andere versies van "You Know I'm No Good" gemaakt waar Wu-Tang Clan-lid Ghostface Killah op te horen is. De eerste versie, met een couplet van Ghostface, verscheen op een heruitgave van het album Back to Black, terwijl een tweede versie met meer coupletten van Ghostface verscheen op diens album More Fish.
"You Know I'm No Good" werd een wereldwijde hit, alhoewel de respons minder was dan bij "Rehab". In het Verenigd Koninkrijk behaalde het nummer de achttiende plaats, terwijl in Nederland en Vlaanderen respectievelijk de Top 40 en de Ultratop 50 niet werden gehaald. Opvallend behaalde het nummer in de Nederlandse Single Top 100 de 27e plaats in de week na het overlijden van Winehouse op 23 juli 2011. In de Verenigde Staten werd het nummer in februari 2008 opnieuw uitgebracht na een optreden van Winehouse tijdens de Grammy Awards van dat jaar, waarbij zij het nummer vanuit Londen via satelliet ten gehore bracht.
Het nummer is gebruikt als openingsnummer van het eerste seizoen van de televisieseries Mad Men en Secret Diary of a Call Girl. Tevens is het nummer gebruikt in de documentaire Amy over het leven van Winehouse uit 2015, waarin zij het zingt in het televisieprogramma 45th at Night.

## Hitnoteringen

### Single Top 100
| Hitnotering week 1 t/m 14: 26-5-2007 t/m 25-8-2007 Hitnotering week 15 t/m 33: 26-4-2008 t/m 30-8-2008 Hitnotering week 34 t/m 37: 30-7-2011 t/m 20-8-2011 | Hitnotering week 1 t/m 14: 26-5-2007 t/m 25-8-2007 Hitnotering week 15 t/m 33: 26-4-2008 t/m 30-8-2008 Hitnotering week 34 t/m 37: 30-7-2011 t/m 20-8-2011 | Hitnotering week 1 t/m 14: 26-5-2007 t/m 25-8-2007 Hitnotering week 15 t/m 33: 26-4-2008 t/m 30-8-2008 Hitnotering week 34 t/m 37: 30-7-2011 t/m 20-8-2011 | Hitnotering week 1 t/m 14: 26-5-2007 t/m 25-8-2007 Hitnotering week 15 t/m 33: 26-4-2008 t/m 30-8-2008 Hitnotering week 34 t/m 37: 30-7-2011 t/m 20-8-2011 | Hitnotering week 1 t/m 14: 26-5-2007 t/m 25-8-2007 Hitnotering week 15 t/m 33: 26-4-2008 t/m 30-8-2008 Hitnotering week 34 t/m 37: 30-7-2011 t/m 20-8-2011 | Hitnotering week 1 t/m 14: 26-5-2007 t/m 25-8-2007 Hitnotering week 15 t/m 33: 26-4-2008 t/m 30-8-2008 Hitnotering week 34 t/m 37: 30-7-2011 t/m 20-8-2011 | Hitnotering week 1 t/m 14: 26-5-2007 t/m 25-8-2007 Hitnotering week 15 t/m 33: 26-4-2008 t/m 30-8-2008 Hitnotering week 34 t/m 37: 30-7-2011 t/m 20-8-2011 | Hitnotering week 1 t/m 14: 26-5-2007 t/m 25-8-2007 Hitnotering week 15 t/m 33: 26-4-2008 t/m 30-8-2008 Hitnotering week 34 t/m 37: 30-7-2011 t/m 20-8-2011 | Hitnotering week 1 t/m 14: 26-5-2007 t/m 25-8-2007 Hitnotering week 15 t/m 33: 26-4-2008 t/m 30-8-2008 Hitnotering week 34 t/m 37: 30-7-2011 t/m 20-8-2011 | Hitnotering week 1 t/m 14: 26-5-2007 t/m 25-8-2007 Hitnotering week 15 t/m 33: 26-4-2008 t/m 30-8-2008 Hitnotering week 34 t/m 37: 30-7-2011 t/m 20-8-2011 | Hitnotering week 1 t/m 14: 26-5-2007 t/m 25-8-2007 Hitnotering week 15 t/m 33: 26-4-2008 t/m 30-8-2008 Hitnotering week 34 t/m 37: 30-7-2011 t/m 20-8-2011 | Hitnotering week 1 t/m 14: 26-5-2007 t/m 25-8-2007 Hitnotering week 15 t/m 33: 26-4-2008 t/m 30-8-2008 Hitnotering week 34 t/m 37: 30-7-2011 t/m 20-8-2011 | Hitnotering week 1 t/m 14: 26-5-2007 t/m 25-8-2007 Hitnotering week 15 t/m 33: 26-4-2008 t/m 30-8-2008 Hitnotering week 34 t/m 37: 30-7-2011 t/m 20-8-2011 | Hitnotering week 1 t/m 14: 26-5-2007 t/m 25-8-2007 Hitnotering week 15 t/m 33: 26-4-2008 t/m 30-8-2008 Hitnotering week 34 t/m 37: 30-7-2011 t/m 20-8-2011 | Hitnotering week 1 t/m 14: 26-5-2007 t/m 25-8-2007 Hitnotering week 15 t/m 33: 26-4-2008 t/m 30-8-2008 Hitnotering week 34 t/m 37: 30-7-2011 t/m 20-8-2011 | Hitnotering week 1 t/m 14: 26-5-2007 t/m 25-8-2007 Hitnotering week 15 t/m 33: 26-4-2008 t/m 30-8-2008 Hitnotering week 34 t/m 37: 30-7-2011 t/m 20-8-2011 | Hitnotering week 1 t/m 14: 26-5-2007 t/m 25-8-2007 Hitnotering week 15 t/m 33: 26-4-2008 t/m 30-8-2008 Hitnotering week 34 t/m 37: 30-7-2011 t/m 20-8-2011 | Hitnotering week 1 t/m 14: 26-5-2007 t/m 25-8-2007 Hitnotering week 15 t/m 33: 26-4-2008 t/m 30-8-2008 Hitnotering week 34 t/m 37: 30-7-2011 t/m 20-8-2011 | Hitnotering week 1 t/m 14: 26-5-2007 t/m 25-8-2007 Hitnotering week 15 t/m 33: 26-4-2008 t/m 30-8-2008 Hitnotering week 34 t/m 37: 30-7-2011 t/m 20-8-2011 | Hitnotering week 1 t/m 14: 26-5-2007 t/m 25-8-2007 Hitnotering week 15 t/m 33: 26-4-2008 t/m 30-8-2008 Hitnotering week 34 t/m 37: 30-7-2011 t/m 20-8-2011 | Hitnotering week 1 t/m 14: 26-5-2007 t/m 25-8-2007 Hitnotering week 15 t/m 33: 26-4-2008 t/m 30-8-2008 Hitnotering week 34 t/m 37: 30-7-2011 t/m 20-8-2011 |
| Week | 1 | 2 | 3 | 4 | 5 | 6 | 7 | 8 | 9 | 10 | 11 | 12 | 13 | 14 | | 15 | 16 | 17 | 18 | 19 |
| --- | --- | --- | --- | --- | --- | --- | --- | --- | --- | --- | --- | --- | --- | --- | --- | --- | --- | --- | --- | --- |
| Positie | 62 | 45 | 57 | 66 | 90 | 78 | 82 | 77 | 50 | 51 | 54 | 70 | 74 | 83 | uit | 98 | 83 | 63 | 52 | 40 |
| Week | 20 | 21 | 22 | 23 | 24 | 25 | 26 | 27 | 28 | 29 | 30 | 31 | 32 | 33 | | 34 | 35 | 36 | 37 | |
| Positie | 56 | 60 | 65 | 56 | 73 | 68 | 53 | 67 | 71 | 75 | 45 | 49 | 73 | 80 | uit | 27 | 44 | 88 | 93 | uit |

### NPO Radio 2 Top 2000
| Nummer met noteringen in de NPO Radio 2 Top 2000 | '07 | '08  | '09 | '10 | '11 | '12 | '13 | '14 | '15 | '16 | '17 | '18 | '19 | '20 | '21 | '22  | '23  | '24  |
| ------------------------------------------------ | --- | ---- | --- | --- | --- | --- | --- | --- | --- | --- | --- | --- | --- | --- | --- | ---- | ---- | ---- |
| You Know I'm No Good                             | 351 | 1560 | 642 | 588 | 256 | 426 | 607 | 613 | 612 | 669 | 705 | 635 | 781 | 763 | 946 | 1165 | 1278 | 1146 |

1. ↑  Een vetgedrukt getal geeft de hoogste notering aan.
2. ↑  2007 was het eerste jaar met een notering voor dit nummer.